# Puerto Rico Spartans FC
El Puerto Rico Spartans FC es un equipo de fútbol de Puerto Rico que juega en la Puerto Rico Soccer League, la liga de fútbol más importante del país.

## Historia
Fue fundado en el año 2008 en la ciudad de Aguadilla con el nombre Aguadilla Spartans FC Puerto Rico, aunque más tarde simplificarían su nombre al actual. su primer partido lo perdieron 0-1 ante el Huracán FC.
Pasó como un equipo de segundo nivel hasta que hicieron su debut en la máxima categoría en la temporada 2014, en la que quedaron en cuarto lugar. Son el primer equipo de fútbol profesional de Aguadilla.

## Jugadores destacados
- William Nieves